# Panagjuriszte
Panagjuriszte (bułg. Панагюрище) – miasto w środkowej Bułgarii, w obwodzie Pazardżik, ośrodek administracyjny gminy Panagjuriszte.

## Geografia
Miasto jest położone w górach Sysztinska Sredna Gora. Na północ od niego, w pobliżu kurortu Panagjurski kołonii znajduje się szczyt Bratija (1519 m n.p.m.). Przez miasto przepływa rzeka Panagjurska Łuda Jana, która za wsią Popinci łączy się ze Strełczanską Łudą Janą, tworząc Łudą Janę. Przez miasto przechodzi również droga nr 37, łącząca Dospat (Rodopy), przez Złatiszki Prochod (Stara Płanina) z drogą A2 (koło wsi Dżurowo). Panagjuriszte jest centrum administracyjnym gminy Panagjuriszte, w skład której wchodzi jeszcze 9 wsi. Sąsiednimi miejscowościami są: kurort Panagjurski kołonii (15 km na północ), wieś Oboriszte (10 km na zachód), wieś Bania (11 km na południowy zachód), wieś Byta (8 km na południe) oraz miasto Strełcza (13 km na wschód).

## Historia
W średniowieczu w miejscu dzisiejszego miasta istniała osada. W okresie ekspansji tureckiej na Bałkanach ludność miejscowa została wyparta, wielu mieszkańców zginęło. Ci, którzy przeżyli, nazywali się „lewentami” (bułg. левент – mocarz) – co miało oddawać ich dzielność w walce z najeźdźcą. Po zdobyciu wsi Asenowci (obecnie zapora wodna Asenowci), w pobliżu Sliwenu, broniącej dostępu do dawnej bułgarskiej stolicy w Wielkim Tyrnowie, część jej mieszkańców wyemigrowała do regionu jambolskiego, gdzie założyła wieś Wojnika, a w późniejszym okresie uciekła na zachód. W odległości 1 km od obecnego Panagjuriszte doścignął ich sułtański wysłannik, który dał im prawo pozostania w tym miejscu. Druga fala osadników napłynęła do Panagjuriszte po upadku albańskich powstań Skanderbega w XVI wieku – uchodźcy przybywali z terytoriów nadgranicznych (Debyrsko, Prilepsko, Kostursko i innych).

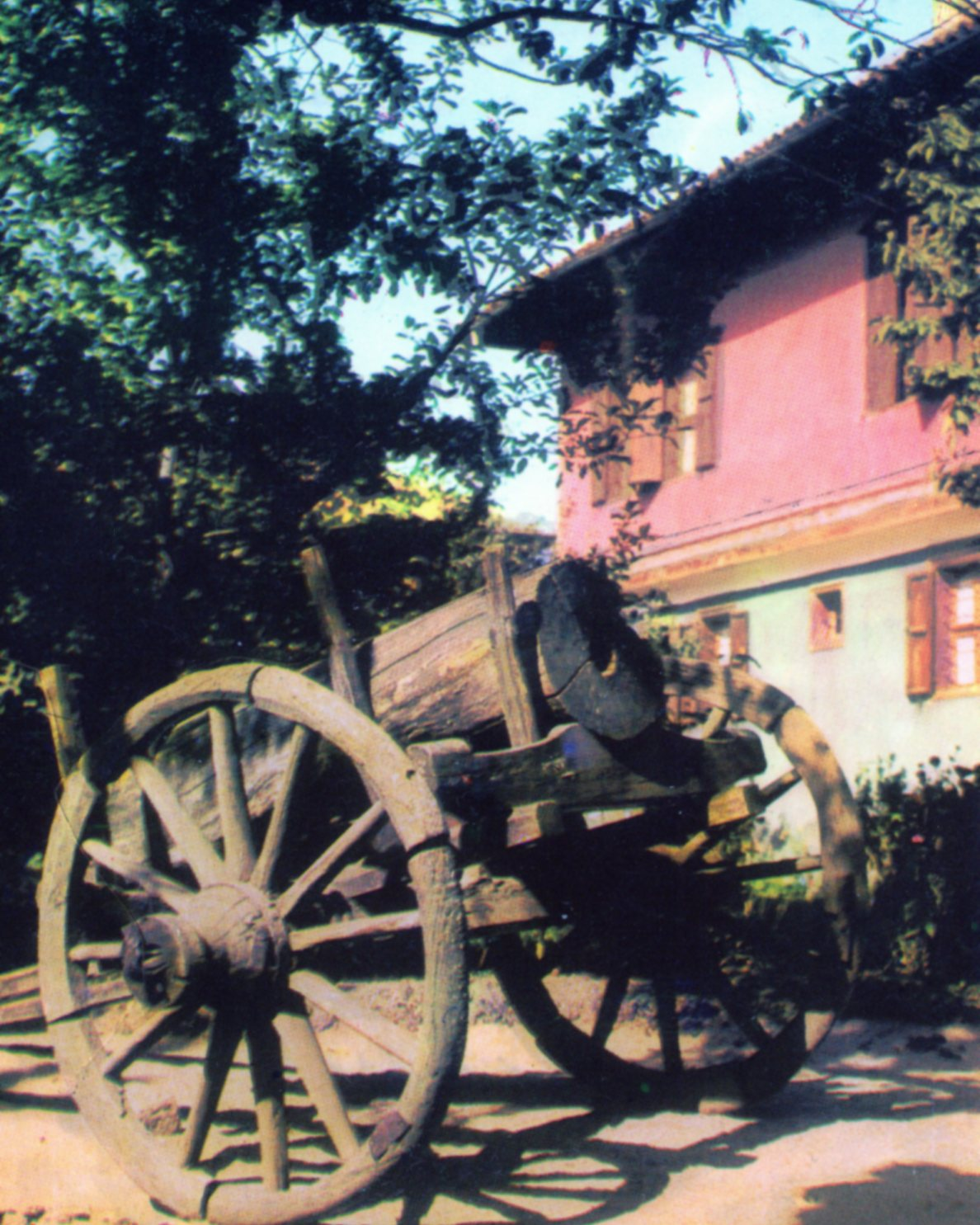
Armata powstańców wykonana z drewna czereśniowego (replika)

Przez długi czas poszczególne dzielnice nie żyły w zgodzie, a nawet przejawiały jawną wrogość. Z biegiem czasu osada ukształtowała się nad brzegami Łudej Jany i jej dopływów. Obecnie najbardziej przekonującym dowodem takiego przebiegu zasiedlania stanowi mieszana gwara mieszkańców, charakteryzująca się licznymi cechami tak wschodnio- jak i zachodniobułgarskimi (miasto położone jest na tzw. granicy jaci). Jego nazwa pochodzi od starobułgarskiego słowa greckiego pochodzenia панагюр, oznaczającego targ bądź rynek. W tamtych czasach w mieście odbywał się słynny jarmark; później przeniesiono go tam, gdzie znajduje się Pazardżik.
W 1876 roku miasto zostało ośrodkiem Czwartego Okręgu Rewolucyjnego i głównym miastem powstania kwietniowego. W wyniku walk i wskutek stłumienia powstania miasto zostało spalone i doszczętnie zniszczone. Po wyzwoleniu Bułgarii zostało odbudowane od podstaw, dlatego można tam znaleźć jedynie nieliczne domy z epoki bułgarskiego Odrodzenia, których wiele zachowało się np. w Kopriwszticy. W 1977 miasto stało się ośrodkiem gminnym.

## Religia
Ludność wyznaje głównie prawosławie. Oprócz cerkwi (pod wezwaniem św. Jerzego i pod wezwaniem św. Bogurodzicy) w mieście znajduje się również jeden kościół protestancki.
W pobliżu miasta znajduje się także kilka prawosławnych kaplic. Cerkiew pod wezwaniem św. Jerzego prezentuje rzadko spotykany w Bułgarii typ z dwiema symetrycznie ulokowanymi dzwonnicami.
Muzułmanie nie zaliczają się do rdzennych mieszkańców miasta. Jedną z przyczyn jest fakt, iż za czasów panowania osmańskiego osiedlanie się w mieście było im zabronione. Wynikało to z dwóch powodów: po pierwsze, miasto było zobowiązane składać tzw. krwawą daninę za czasów janczarów – co dawało mu przywilej zakazu osadnictwa osmańskiego. W późniejszych zaś czasach miejscowa ludność musiała ochraniać przełęcze w Srednej Gorze, co wiązało się z identycznym przywilejem.

## Gospodarka
Po II wojnie światowej Panagjuriszte zostało przekształcone w ośrodek przemysłowy. Głównymi przedsiębiorstwami w mieście są:
- MOK Asareł-Medet – zakład wydobycia rud miedzi, odległy o około 11 km od miasta. Dzieli się na dwie części: Medet, działającą od 1964 roku, oraz Asareł, która rozpoczęła produkcję w 1989. Wydobycie sięga 10,5 miliona ton rocznie, koncentrat miedzi jest następnie przesyłany do kombinatu w Pirdopie. Zakład zatrudnia ponad 2500 pracowników i jest największym w swej kategorii na Półwyspie Bałkańskim.
- Optikoelektron – firma z branży optycznej, wyjątkowa w skali kraju, zatrudniająca ok. 740 pracowników
- Optix S.A. – zakład pokrewny, z zatrudnieniem około 370 pracowników.
- Ryton oraz Bultex – firmy tekstylne zatrudniające odpowiednio 880 i 680 pracowników.
- Bunaj – fabryka tworzyw sztucznych, zatrudniająca około 190 pracowników.

W mieście funkcjonuje też szereg mniejszych firm, wśród nich fabryka „Jana”.
W mieście znajduje się końcowa stacja linii kolejowej Płowdiw – Panagjuriszte.

## Kultura

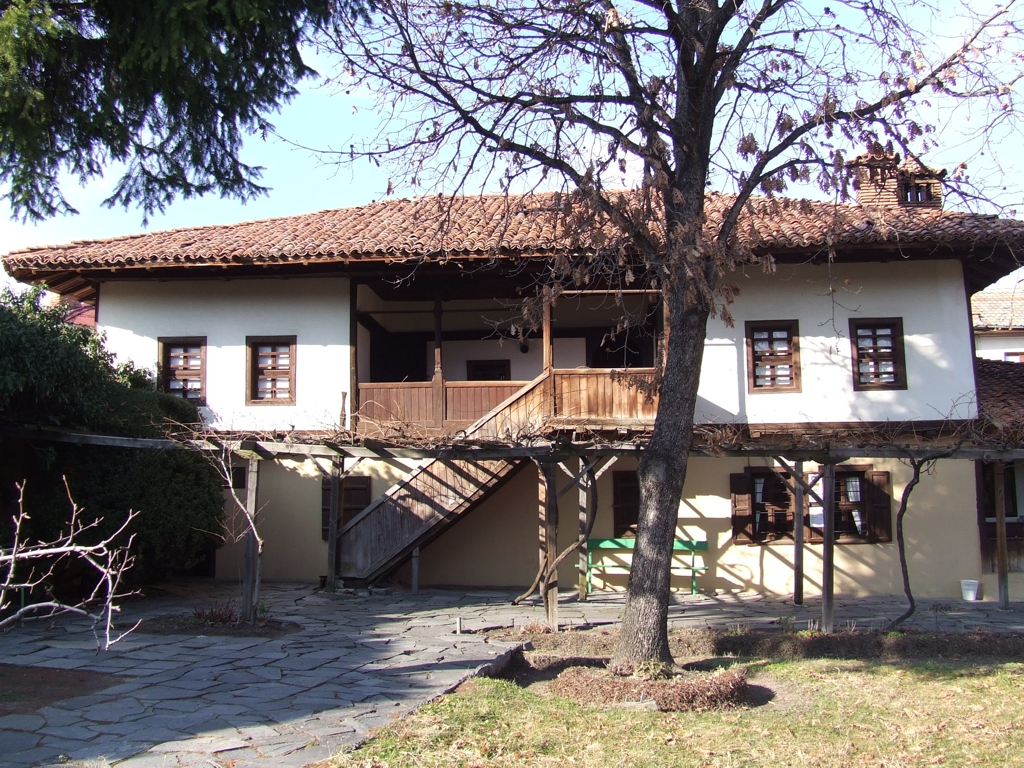
Pamiątkowy dom-muzeum Rajny Kniagini

Panagjuriszte należy do tzw. Stu narodowych obiektów turystycznych Bułgarskiego Związku Turystycznego.
- Oboriszte, dostępne całorocznie drogą asfaltowaną; posiada pieczęć
- dom-muzeum Rajny Kniagini (8:00–12:00; 14:00–17:00); posiada pieczęć
- 2 maja 2006 roku w mieście odsłonięto pomnik Rajny Kniagini

Oboriszte – położone około 10 km na północny zachód od miasta. 14 kwietnia 1876 roku zwołano tam zebranie, na którym podjęto historyczną decyzję o wybuchu powstania kwietniowego.
Dom-muzeum Rajny Kniagini – miejsce urodzenia Rajny Popgeorgiewej Futekowej (znanej jako Rajna Kniaginia). Ekspozycja poświęcona życiu i działalności nauczycielki i rewolucjonistki, która wykonała sztandar dla powstania kwietniowego (wystawiony w muzeum); w podwórzu znajduje się miejsce jej pochówku.

## Skarb panagiurski

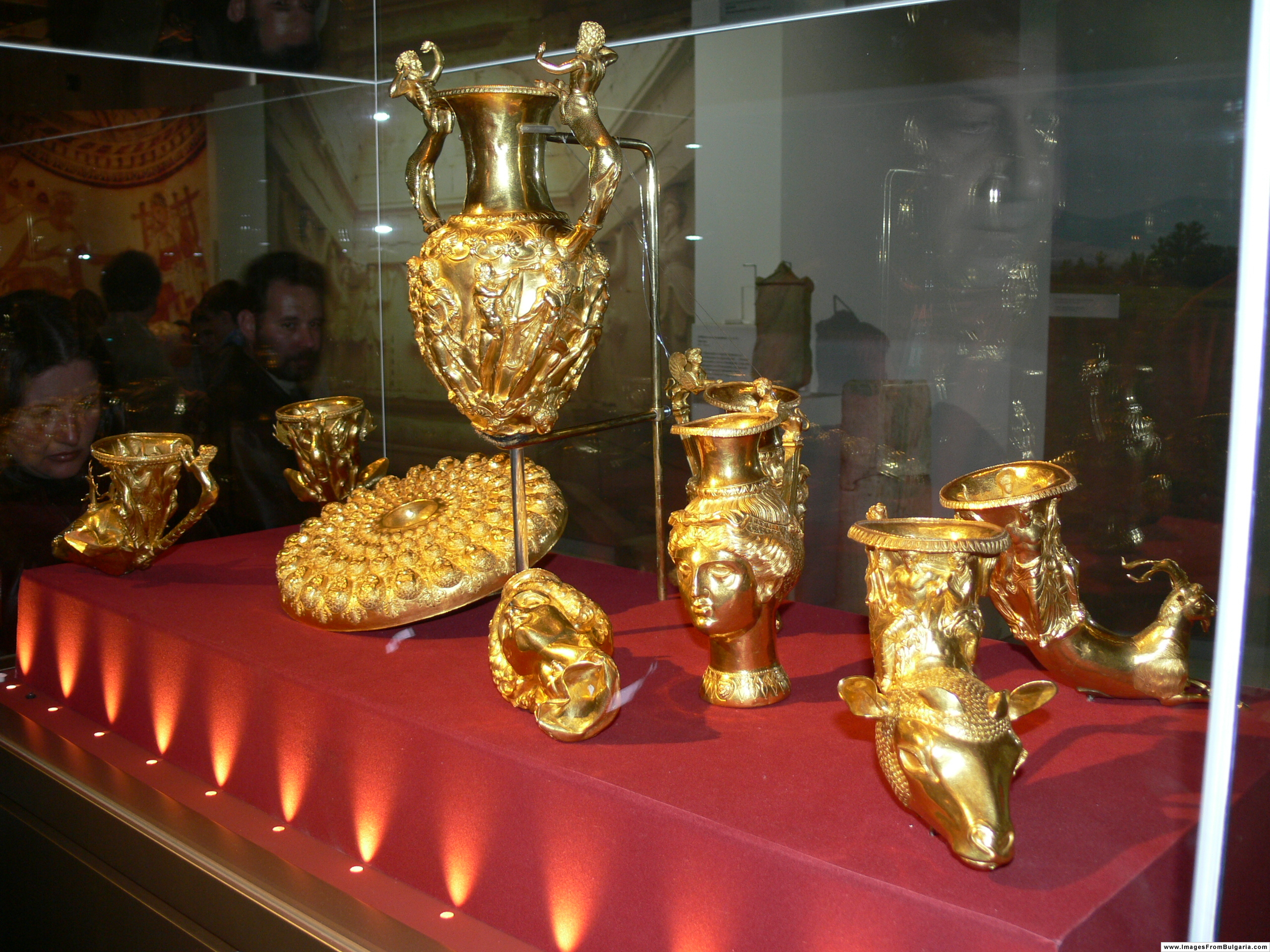
Skarb panagiurski w sofijskim muzeum

8 grudnia 1949 roku trzech braci Dejkowów pracowało w zakładzie wydobywczym Merul. Około 10 rano, odkrywając kolejną warstwę gliny, natrafili na nietypowe obiekty. Stopniowo ukazały im się starodawne naczynia. Całe znalezisko składało się z 9 złotych naczyń o bogatej dekoracji. Datowane na przełom IV/III wieku p.n.e., znalezisko było prawdziwą sensacją – nie tylko ze względu na wagę (ponad 6,146 kg czystego złota), lecz także z uwagi na oryginalność. Obecnie ten znany na całym świecie skarb tracki stanowi jeden z najcenniejszych zabytków Bułgarskiego Muzeum Historycznego.

## Oświata
W mieście funkcjonują liczne szkoły. Największe to szkoła podstawowa im. prof. Marina Drinowa (ponad 1100 uczniów) oraz liceum im. Neszo Bonczewa. Innymi ważniejszymi szkołami są technikum optyczne, technikum górnicze i szkoły podstawowe – im. 20 kwietnia oraz im. św. św. Cyryla i Metodego.

## Teatry
Miasto posiada budynek teatru, jednak bez stałego zespołu aktorskiego. Przedstawienia dają zespoły przyjeżdżające z występami gościnnymi.

## Muzea
Muzeum Historii Miasta znajduje się w jednym z niewielu zachowanych domów odrodzeniowych. Przechowywany w nim jest m.in. jeden z odpisów tzw. Krwawego listu, który dał początek powstaniu kwietniowemu.
Choć większość zabudowy z XIX wieku została zniszczona, zachowały się nieliczne domy, które po renowacji przekształcono w muzea poświęcone ich mieszkańcom. Wśród nich m.in. domy-muzea Rajny Kniagini i Marina Drinowa.
W mieście znajduje się również Muzeum Historii Naturalnej.
Na szczycie wzgórza położonego blisko centrum miasta znajduje się pomnik poświęcony powstańcom kwietniowym. Jego widok góruje nad panoramą miasta.

## Opieka zdrowotna
Duży szpital regionalny jest położony na południowych przedmieściach, na zachodnim brzegu Łudej Jany. Wysoko wykwalifikowany personel jest w stanie przeprowadzać skomplikowane operacje. W centrum miasta znajduje się duży szpital polikliniczny, jak również liczne gabinety lekarzy prywatnych i stomatologów.

## Urodzeni w Panagjuriszte
- prof. Marin Drinow (1838–1906) – uczony, działacz odrodzeniowy, pierwszy przewodniczący Bułgarskiej Akademii Nauk
- Neszo Bonczew (1839–1878) – działacz odrodzeniowy, pierwszy bułgarski krytyk literacki, pedagog
- Paweł Bobekow (1852–1877) – przewodniczący Rady Wojennej i dowódca w czasie powstania kwietniowego
- Atanas Szopow (1855–1922) – bułgarski uczony i dyplomata
- Rajna Kniaginia (1856–1917) – bułgarska nauczycielka i rewolucjonistka
- prof. Georgi Bradistiłow (1904–1977) – matematyk
- prof. Stojan Cwetkow (1930–2007) – selekcjoner upraw zbożowych

## Wydarzenia
- Święto miasta odbywa się co roku 2 maja, w rocznicę wybuchu powstania kwietniowego (20 kwietnia według starego kalendarza).
- Coroczny jarmark odbywa się w Wielki Piątek.

## Kulinaria
W Panagjuriszte opracowano dwa przepisy na jajka, z których powstał jeden wspólny, obecny w restauracjach całej Bułgarii jako „jajka po panagjursku”.